# Reloj de péndulo
Los relojes de péndulo se caracterizan por utilizar un peso oscilante para medir el tiempo. La ventaja del péndulo para medir el tiempo con exactitud es que se trata de un oscilador armónico: sus ciclos de balanceo se producen en intervalos de tiempo iguales, dependiendo únicamente de su longitud (descontando los efectos de la resistencia al movimiento). Desde su invención en 1656 por Christiaan Huygens hasta la década de 1930, el reloj de péndulo fue el sistema de cronometraje disponible más preciso, por lo que su uso se hizo generalizado. A lo largo de los siglos XVIII y XIX, los relojes de péndulo, omnipresentes en hogares, fábricas, oficinas y estaciones de ferrocarril, sirvieron como referencia principal para la programación de la vida diaria, los turnos de trabajo y el transporte público. Su precisión permitió adoptar el ritmo de vida más rápido propio de la Revolución Industrial.
Los relojes de péndulo deben permanecer en una posición fija para operar correctamente; cualquier desplazamiento o aceleración afecta al movimiento del péndulo, provocando imprecisiones en su funcionamiento, por lo que no se pueden utilizar como relojes portátiles. Desde la generalización de los relojes de cuarzo, los relojes de péndulo se mantienen en su mayoría por su valor decorativo y como antigüedades.

## Historia
El reloj de péndulo fue inventado en 1656 por el científico neerlandés Christiaan Huygens, siendo patentado al año siguiente. Huygens encargó la construcción de sus diseños al relojero Salomon Coster, y se inspiró en las investigaciones de los péndulos iniciadas por Galileo Galilei alrededor de 1602. Galileo descubrió la propiedad clave que hace de los péndulos útiles para el cronometraje: el isocronismo, lo que significa que su periodo de oscilación solo depende de su longitud. Galileo tuvo la idea del reloj de péndulo en 1637. Su hijo empezó a construirlo en 1649, pero nunca lo terminó. La introducción del péndulo, el primer oscilador armónico descubierto, incrementó enormemente la precisión de los relojes, que pasó de unos 15 minutos diarios a unos 15 segundos diarios, propiciando, con su rápida aceptación, que los antiguos relojes del tipo 'foliot' se adaptasen para añadir un péndulo a sus primitivos mecanismos.

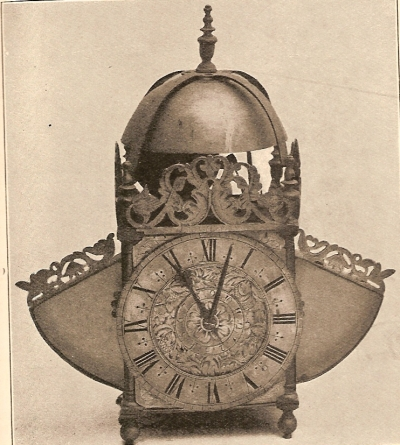
Reloj linterna transformado para usar un péndulo. Para alojar las grandes oscilaciones del péndulo, se añadieron unas "alas" a los lados.

Estos antiguos relojes adaptados, debido al tipo de sus escapes, tuvieron péndulos con oscilaciones de hasta 100° de amplitud. En su análisis de 1673 de los péndulos, Horologium Oscillatorium, Huygens demostró que las grandes oscilaciones hacían el péndulo inexacto, provocando irregularidades en su frecuencia y, por lo tanto, en la velocidad del reloj. Llegó a la conclusión de que solo péndulos con pequeñas oscilaciones de unos pocos grados son isócronos, lo que motivó la invención del escape de áncora alrededor de 1670, que permite reducir la oscilación del péndulo a valores comprendidos entre 4° y 6°. El áncora se convirtió en el escape estándar utilizado en los relojes de péndulo. Además de una mayor precisión, el reducido movimiento pendular requerido por el sistema de áncora obligó a adoptar péndulos más largos, que necesitan menos energía y que causaban menos desgaste en el movimiento. El péndulo de segundos (también llamado 'péndulo Real'), de 0.994 m de largo, en el que cada oscilación dura un segundo, llegó a ser utilizado ampliamente en los relojes de calidad. Los primeros relojes, con sus características cajas largas y estrechas alrededor de estos péndulos, fueron construidos hacia 1680 por William Clement, se hicieron famosos y eran conocidos como longcase clock o reloj del abuelo. La mayor precisión resultante de estos avances provocó la aparición de la aguja de los minutos (previamente muy rara), que se añade a las esferas de reloj hacia 1690.
La ola de innovaciones relojeras en los siglos XVIII y XIX que siguió a la invención del péndulo, trajo muchas mejoras en este tipo de relojes, como el escape sin retroceso inventado en 1675 por Richard Towneley y popularizado por George Graham alrededor de 1715 en sus relojes de precisión, con el nuevo sistema "regulador" que sustituyó gradualmente al escape de áncora y que se utiliza en la mayoría de los relojes de péndulo modernos. La observación de que los relojes de péndulo atrasaban en verano, hizo ver que la dilatación y la contracción de la barra del péndulo con los cambios de temperatura era una fuente de error apreciable. Esto se resolvió mediante la invención de los péndulos con compensación de temperatura: el péndulo de mercurio de George Graham en 1721 y el péndulo de parrilla de John Harrison en 1726. Con estas mejoras, los relojes de péndulo de precisión de mediados del siglo XVIII alcanzaron precisiones de unos pocos segundos por semana.
Hasta el siglo XIX, los relojes se construían a mano por artesanos individuales y eran muy caros. La rica ornamentación de los relojes de péndulo de este período indica su valor como símbolos de estatus de las clases sociales altas. En Europa, los relojeros de cada país y región desarrollaron sus propios estilos distintivos. En el siglo XIX, la creación de fábricas de relojería hizo que los relojes de péndulo fueran asequibles gradualmente para las familias de clase media.
Durante la Revolución Industrial, la vida cotidiana de los hogares se organiza en torno al reloj de péndulo. Relojes de péndulo más exactos, llamados reguladores, fueron instalados en centros de negocios y se utilizaban para programar el trabajo y establecer la hora de otros relojes. Los más precisos, conocidos como reguladores astronómicos, se empleaban en los observatorios de astronomía, en topografía y en la navegación astronómica. A principios del siglo XIX, los reguladores astronómicos de los observatorios navales sirven como estándares primarios para fijar la hora de cada país. Desde 1909, el "US National Bureau of Standards" (posteriormente denominado NIST) fija el estándar de tiempo en los Estados Unidos mediante relojes de péndulo dotados de escape Riefler, con precisiones cercanas a los 10 milisegundos por día. En 1929 se pasó a los relojes de péndulo libre del tipo Shortt-Synchronome, poco antes de la introducción gradual del reloj de cuarzo, que se impuso como estándar en la década de 1930.
 Con un error de alrededor de un segundo por año, el Shortt fue el reloj de péndulo más preciso producido comercialmente.
Los relojes de péndulo han sido el estándar mundial para el cronometraje de precisión durante 270 años, hasta la invención del reloj de cuarzo en 1927, y sirvieron como estándares de tiempo a lo largo de la Primera Guerra Mundial. El Servicio de hora francesa usó relojes de péndulo como parte de su conjunto de relojes estándar hasta 1954. El reloj de péndulo empezó a ser reemplazado en los hogares durante los años 1930 y 1940 por el reloj eléctrico, que proporcionaba la hora con mayor exactitud porque estaba sincronizado con la oscilación de la red eléctrica. El reloj de péndulo más preciso hasta el año (2007), era el reloj experimental Littlemore, construido por  Edward T. Hall en la década de 1990
(donado en 2003 al Museo del Reloj, de Columbia, Pensilvania, EE. UU.).

## Mecanismo

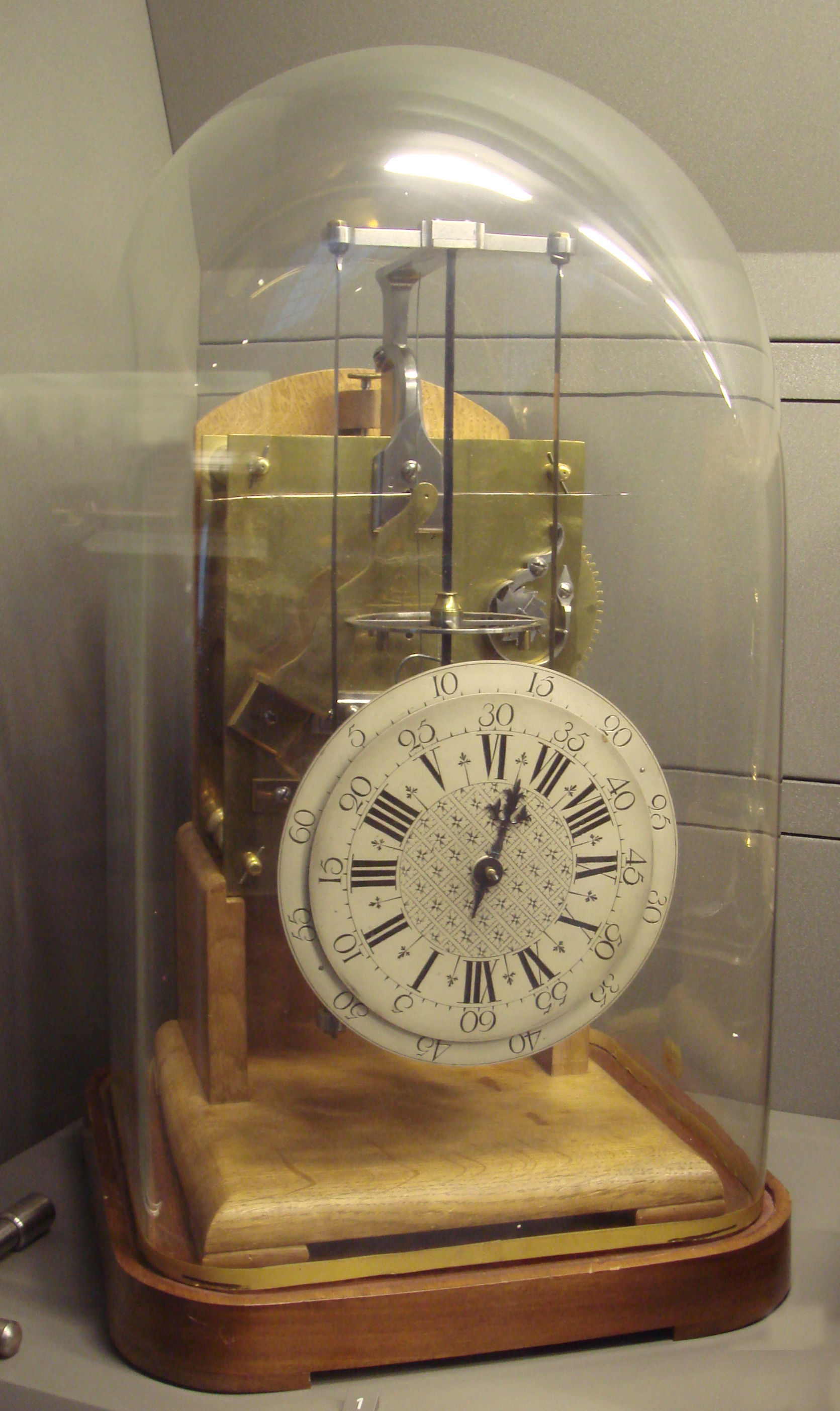
Pierre de Rivaz reloj náutico circa 1750.

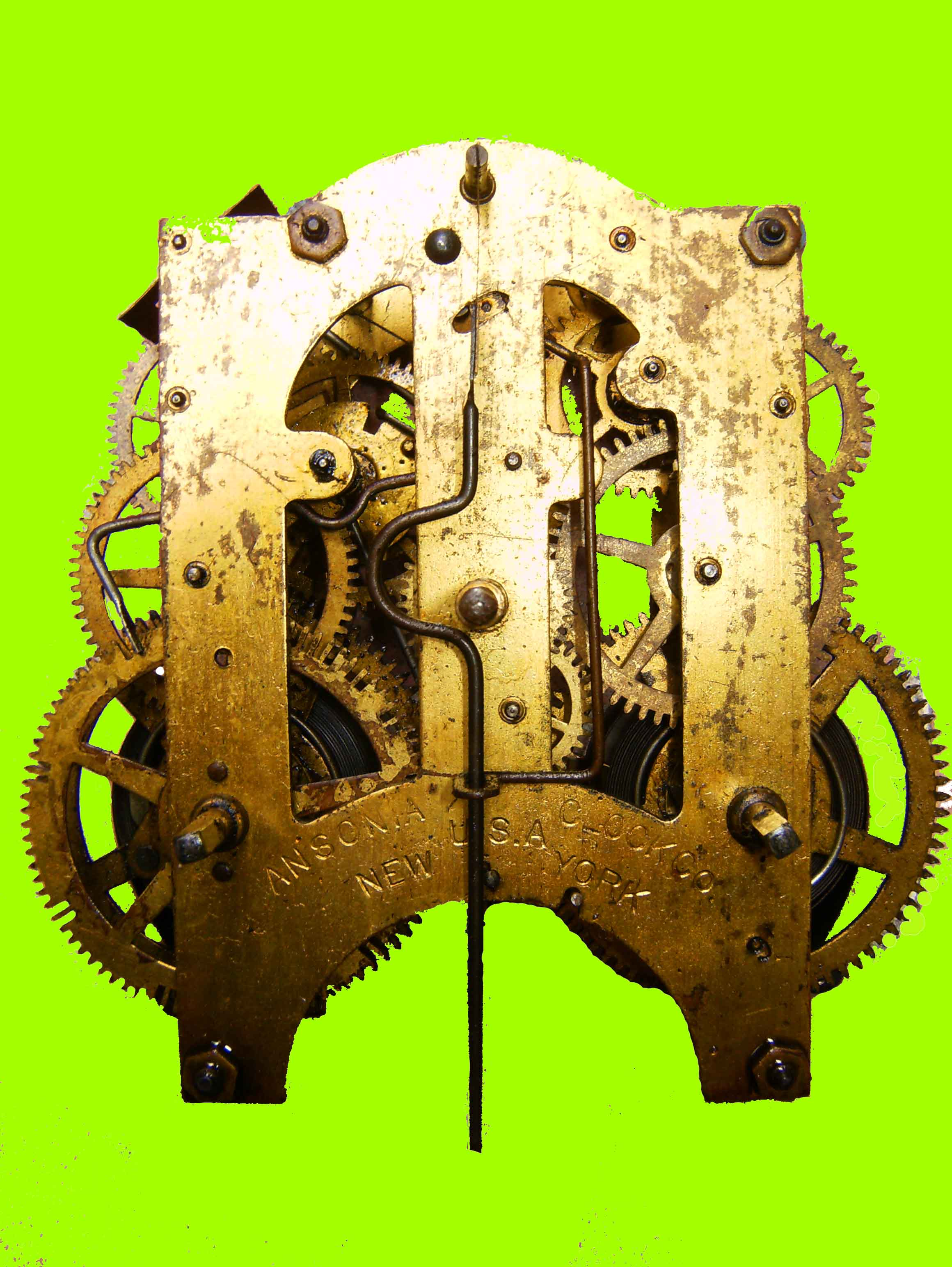
Maquinaria del reloj Ansonia modelo:C.1904

Todos los relojes de péndulo mecánicos tienen al menos estas cinco partes:
- Una fuente de energía; ya sea un peso en una cuerda o cadena (que acciona una polea o una rueda dentada), o un resorte.
- Un tren de engranajes o de ruedas que intensifica la velocidad de la alimentación de energía para que el péndulo pueda utilizarla.
- Un escape que da al péndulo los impulsos sincronizados precisos para mantener su balanceo, y que libera las ruedas del tren de engranajes para avanzar una cantidad fija a cada oscilación. Esta es la fuente del sonido "tic-tac" característico de un reloj de péndulo en marcha.
- El péndulo, con un peso montado sobre una varilla.
- Un indicador o marcador que muestre los registros de la frecuencia con que el escape ha girado, o sea, la cantidad de tiempo transcurrido, por lo general con el tradicional juego de agujas (horaria, minutero y a veces segundero) sobre una o varias esferas numeradas.

En relojería, las funciones adicionales en los relojes (distintas de señalar la hora normal) se llaman complicaciones. Relojes de péndulo más elaborados pueden incluir las complicaciones siguientes:
- Reloj de sonería - cada hora golpea una campana o gong, con el número de toques igual al número de la hora. Tipos más elaborados, técnicamente llamados relojes de carrillón, marcan los cuartos de hora, y pueden interpretar diversas melodías, como el popular toque de los cuartos de Westminster que suena regularmente desde el Big Ben de Londres.
- Calendario - indicadores mostrando el día de la semana, el día del mes, y a veces, el mes.
- Fases de la Luna - Dial mostrando las fases de la luna, por lo general con un dibujo de la luna pintado sobre un disco giratorio.
- Mediodía - esta rara complicación se utilizó en los primeros días para conocer el paso del sol por el mediodía. Muestra la diferencia entre la hora indicada por el reloj y la hora indicada por la posición del sol, que varía en hasta ± 16 minutos durante el año.
- Repetidor - diseñado para dar la hora mediante campanadas cuando se activa un pulsador manualmente. Esta rara complicación se utilizó para comprobar qué hora era en la noche, antes de la generalización de la iluminación artificial.

También existen relojes de péndulo electromecánicos, que se utilizan en cronógrafos maestros mecánicos. La fuente de energía es un solenoide eléctrico que proporciona impulsos al péndulo mediante fuerza magnética. El escape se sustituye por un conmutador o un fotodetector que determina cuando el péndulo está en la posición correcta para recibir el impulso. No deben confundirse con los más recientes relojes de péndulo de cuarzo, en los que un módulo electrónico (reloj de cuarzo) hace oscilar un péndulo. Estos dispositivos no son verdaderos relojes de péndulo porque la indicación de la hora está controlada por un módulo de cristal de cuarzo, y el péndulo oscilante es meramente una simulación decorativa.

## Efectos sobre la oscilación del péndulo

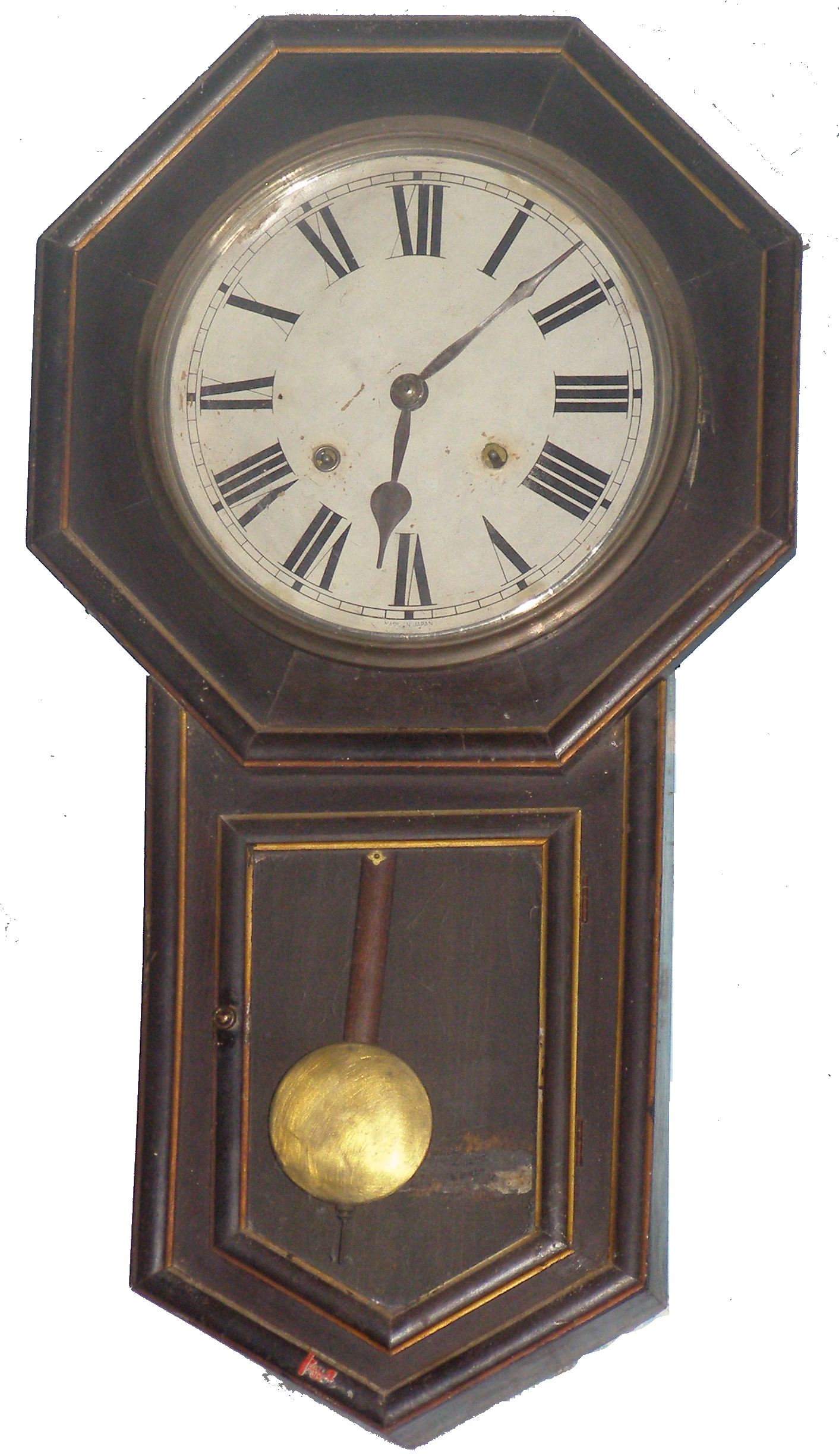
Reloj de péndulo de pared de una escuela

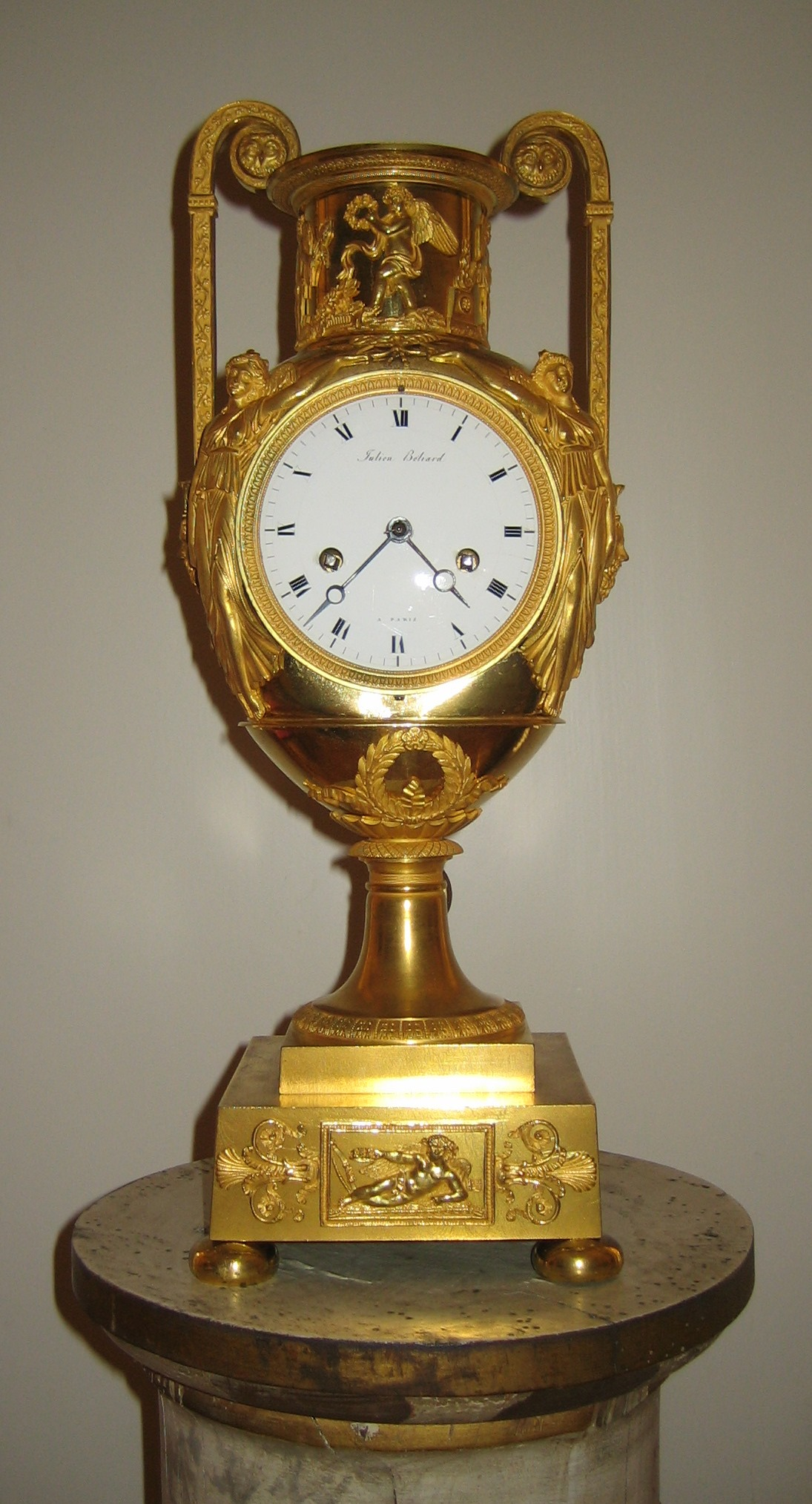
Reloj Mantel (alrededor de 1800) obra de Julien Béliard, París, maestro relojero radicado en la calle Saint-Benoit y en la calle Pavée en 1777, todavía activo en 1817; o de Julien-Antoine Béliard, maestro relojero, radicado en la calle de Hurepoix, entre 1787-1806

El péndulo oscila con un período que varía con la raíz cuadrada de su longitud efectiva. Con oscilaciones pequeñas, el período (T) es corto (del orden de segundos). Entonces, para el tiempo de un ciclo completo (dos oscilaciones de sentido contrario), se tiene que:
| Símbolo           | Nombre                           | Unidad |
| ----------------- | -------------------------------- | ------ |
| {\displaystyle T} | Período                          | s      |
| {\displaystyle L} | Longitud del péndulo             | m      |
| {\displaystyle g} | Aceleración de la gravedad local | m / s2 |

Todos los relojes de péndulo tienen un sistema para ajustar el péndulo a las condiciones de la gravedad local. Suele ser una tuerca de ajuste situada bajo el péndulo, que mueve la masa del péndulo hacia arriba o hacia abajo sobre un vástago roscado. Si se desplaza hacia arriba, se reduce la longitud efectiva del péndulo, se acorta el periodo de oscilación y el reloj va más deprisa. En algunos relojes de péndulo, el ajuste fino se realiza con un sistema auxiliar, que puede ser un pequeño peso que se mueve hacia arriba o hacia abajo sobre la barra de péndulo. En algunos relojes principales y relojes de torre, el ajuste se realiza mediante una pequeña bandeja montada en la varilla, donde se colocan o retiran pesos pequeños para cambiar la longitud efectiva, por lo que la tasa se puede ajustar sin detener el reloj.
Si la amplitud de la oscilación de un péndulo es considerable, su movimiento se hace más irregular, y su período fluctúa. En cambio, cuando se limita a pequeñas oscilaciones de unos pocos grados, el péndulo es prácticamente isócrono; es decir, su período es independiente de los cambios en la amplitud del movimiento. Por lo tanto, la oscilación del péndulo en los relojes se limita a valores comprendidos entre 2° y 4°.

### Compensación térmica
Una fuente de error en estos relojes es que la varilla del péndulo varía de longitud ligeramente con los cambios de temperatura. Un aumento de la temperatura hace que la varilla se expanda, haciendo el péndulo más largo, por lo que su período se incrementa y el reloj tenderá a atrasar. La madera expande mucho menos que los metales, por lo que muchos relojes de gran calidad tenían las varillas de sus péndulos de madera. Para compensar este efecto, los primeros relojes de alta precisión usaban  péndulos de mercurio , inventados por George Graham en 1721. Estos relojes tenían la pesa del péndulo consistente en un recipiente lleno de mercurio. Un aumento en la temperatura hace que la varilla del péndulo se expanda, pero el mercurio del recipiente también se expandiría, y su nivel se elevaría ligeramente en el recipiente, manteniendo el centro de gravedad del péndulo a la misma altura.
El péndulo con compensación de temperatura más utilizado fue el "péndulo de parrilla", inventado por John Harrison en 1726. Este sistema consiste en una "red" de barras paralelas de un metal de alta expansión térmica (como zinc o bronce) y otra de barras de un metal de baja dilatación térmica (como acero), que se montan en un marco en sentidos contrarios. Se construía de manera que las varillas de alta expansión compensaban el cambio de longitud de las barras de baja expansión, lográndose un cambio de longitud cero con las variaciones de temperatura. Este tipo de péndulo se hizo todo un símbolo de calidad, por lo que es frecuente ver relojes con péndulos de parrilla "falsos" (que no tienen una función real de compensación de la temperatura) por motivos simplemente decorativos.
Algunos de los relojes científicos de alta precisión, construidos alrededor de 1900, tenían elementos de "alta tecnología" en su época, utilizando materiales de baja expansión como la aleación de acero y níquel (invar) o el sílice fundido.

### Fricción atmosférica
La viscosidad del aire a través del cual el péndulo oscila, varía con la presión atmosférica, con la humedad y con la temperatura. Este arrastre también requiere energía que de otro modo podría ser aplicada a extender el tiempo de marcha cada vez que se le da cuerda al reloj. Tradicionalmente, el péndulo se hace con una forma lenticular estrecha, optimizada para reducir la resistencia del aire, que es donde se pierde la mayor parte de la potencia de accionamiento en un reloj de calidad. A finales del siglo XIX y principios del siglo XX, los péndulos de los relojes maestros de precisión utilizados en observatorios astronómicos, a menudo se situaban en una cámara a baja presión de la que se había bombeado el aire, reduciendo así la resistencia y haciendo el funcionamiento del péndulo aún más preciso.

### Nivelación y "ritmo"
Para mantener la hora con precisión, los relojes de péndulo deben estar perfectamente nivelados. Si no lo están, el péndulo oscila más a un lado que al otro, alterando el funcionamiento simétrico del escape. Esta condición a menudo se puede apreciar de forma audible en el sonido "tic-tac" del reloj. Los "latidos" deben estar situados en intervalos uniformemente espaciados, con la precisión necesaria para producir un sonido de "tic ... tac ... tic ... tac"; si no lo están, y tienen el sonido "tic-tac ... tic-tac ...", el reloj está fuera de ritmo y debe ser nivelado. Este problema puede causar fácilmente que el reloj deje de funcionar, y es una de las causas más comunes de avería. Con el uso de un nivel de burbuja o de una máquina de sincronización, se puede lograr un ajuste más preciso que confiando en el sonido de los "latidos". Los relojes de precisión a menudo tienen incorporado un nivel de burbuja para esta tarea. Algunos modelos tienen pies con tornillos ajustables para facilitar su nivelación; los más modernos tienen un ajuste de nivelación automático como parte del movimiento. Incluso determinados tipos de relojes de péndulo modernos tienen dispositivos de sincronización de ritmo autorregulados, y este ajuste no es necesario.

### Gravedad local
Dado que el peso del péndulo se incrementará con el aumento de la gravedad, y la gravedad local varía con la latitud y la elevación de la Tierra, los relojes de péndulo deben reajustarse para mantener la hora correcta cuando se trasladan de un lugar a otro. Por ejemplo, un reloj de péndulo que se mueva desde el nivel del mar hasta una altitud de 4000 pies (1219,2 m), perderá unos 16 segundos diarios por este motivo. Incluso mover un reloj a la parte superior de un edificio alto hará que se retrase en una cantidad de tiempo apreciable debido a una gravedad menor.

## Péndulo de torsión
También llamado péndulo de resorte de torsión, se trata de una masa de simetría circular (frecuentemente, cuatro esferas sobre unos brazos radiales) suspendida de un alambre de acero para muelles dispuesto verticalmente. Es utilizado como mecanismo de regulación en relojes de péndulo de torsión. La rotación del péndulo retuerce el resorte de suspensión en ambos sentidos alternativamente, aprovechando el impulso de la energía aplicada a la parte superior del alambre. Como el período de un ciclo es bastante lento en comparación con la velocidad de oscilación de un péndulo normal, es posible hacer que estos relojes solo necesitan que se les dé cuerda solo una vez cada 30 días, o incluso solo una vez al año o más. Los modelos con un año de autonomía de funcionamiento a veces se llaman "reloj de 400 días", "reloj perpetuo" o "reloj de aniversario", este último a veces se regala para conmemorar aniversarios de boda. Empresas como Schatz y Kundo, ambos alemanas, fueron los principales fabricantes de este tipo de relojes. El funcionamiento de este tipo de péndulo es independiente de la fuerza local de la gravedad, pero es más afectado por los cambios de temperatura que un péndulo oscilante no compensado.

## Escape

(1) Escape tipo "grasshopper system" ("sistema saltamontes") en movimiento con una barra de contrapeso.

(2) Escape tipo "anchor system" ("sistema ancla o áncora") en movimiento con una barra de péndulo.

El escape impulsa el péndulo, por lo general mediante un tren de engranajes, y es la parte que produce el "tic-tac" del reloj. La mayoría de los escapes tienen un estado de bloqueo y un estado de movimiento. En el estado de bloqueo, nada se mueve. En la fase de movimiento, el péndulo conduce la posición del escape, mientras que este empuja al péndulo en algún momento del ciclo de oscilación. Una excepción notable pero rara a este principio es el escape saltamontes de John Harrison. En los relojes de precisión, el escape es conducido a menudo directamente por un peso pequeño o un muelle que se vuelve a cargar a intervalos regulares mediante un mecanismo independiente llamado remontoire. Esto libera el escape de los efectos de las variaciones en el tren de engranajes. En el siglo XIX, se desarrollaron escapes electromecánicos. En estos, un interruptor mecánico (o una célula fotoeléctrica) en combinación con un electroimán permiten mantener la oscilación del péndulo. Estos sistemas de escape fueron utilizados en algunos de los relojes más precisos conocidos hasta entonces. En los relojes astronómicos de péndulo se suelen utilizar carcasas en las que se hace el vacío. El pulso de electricidad que acciona el péndulo, también puede controlar un émbolo para mover el tren de engranajes.

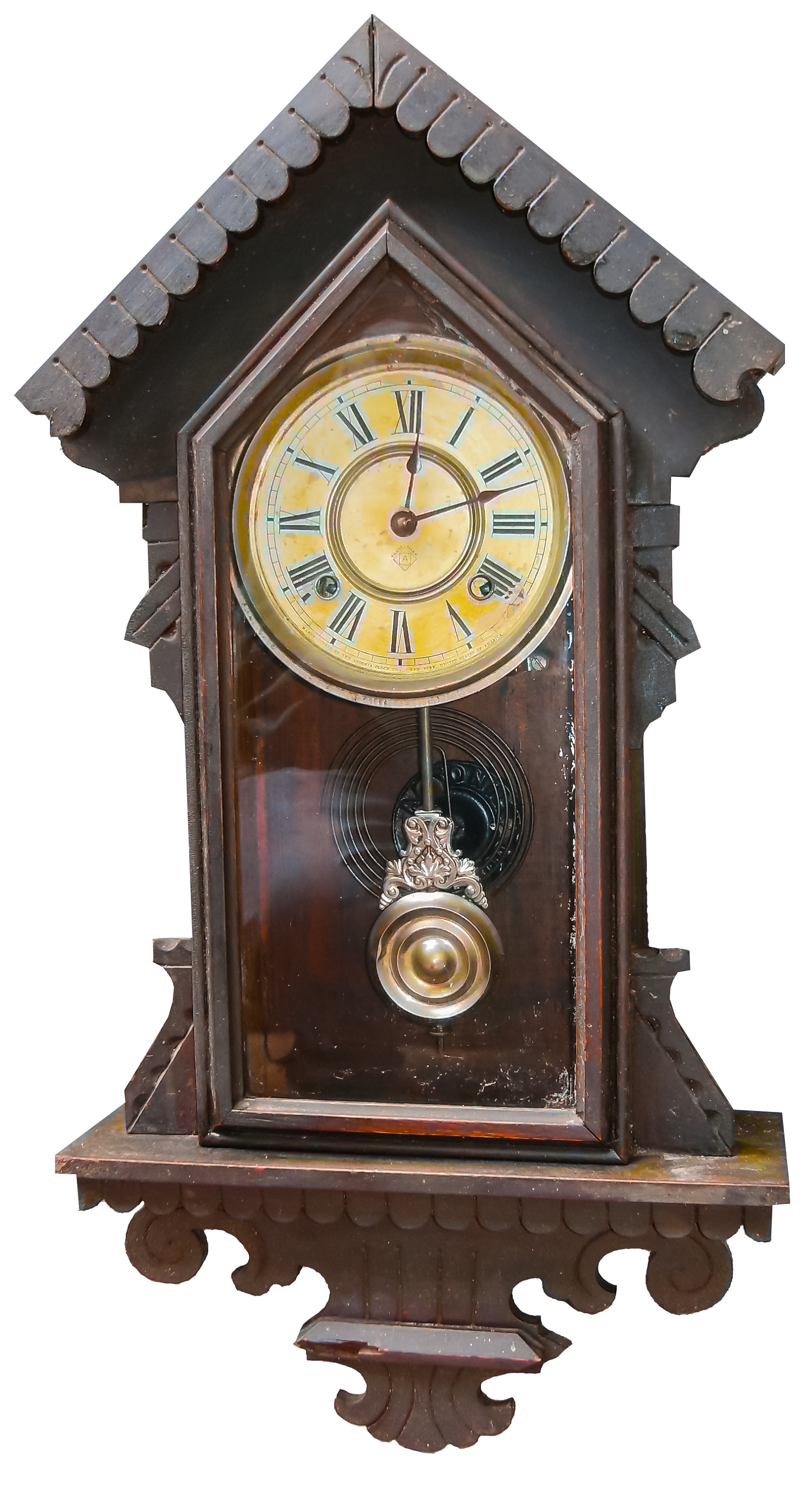
Reloj de péndulo Ansonia. C.1904, SANTIAGO, Reloj de pared tipo "gingerbread" de madera de roble, con 8 días de autonomía.

En el siglo XX, W.H. Shortt inventó un reloj de péndulo libre con una precisión de una centésima de segundo por día. En este sistema, el péndulo de cronometraje no hace ningún trabajo y se mantiene oscilante mediante el impulso de un brazo lastrado (brazo de gravedad) que se hace descender sobre el péndulo por otro reloj (esclavo) justo antes de que sea necesario. El brazo de gravedad empuja entonces el péndulo libre, evita que quede fuera de rango, y a la vez se sincroniza con el péndulo libre. Una vez que se suelta el brazo de gravedad, se dispara un mecanismo para restablecer el lanzamiento por el reloj esclavo si es necesario. Todo el ciclo se mantiene sincronizado por un pequeño muelle de diafragma situado en el péndulo del reloj esclavo. El reloj esclavo está configurado para ejecutarse con un ligero retardo, y el circuito de reposición del brazo de gravedad activa un brazo pivotante que solo se contacta con la punta del muelle de diafragma. Si el reloj esclavo ha perdido demasiado tiempo, el muelle de diafragma lo empuja contra el brazo y esto acelera el péndulo. La cantidad de esta ganancia es tal que el muelle de diafragma no se involucra en el ciclo inmediato, pero lo hace en el siguiente. Este tipo de reloj se convirtió en el estándar para el uso en los observatorios desde mediados de 1920 hasta que fue reemplazado por la tecnología de cuarzo.

## Indicadores de la hora

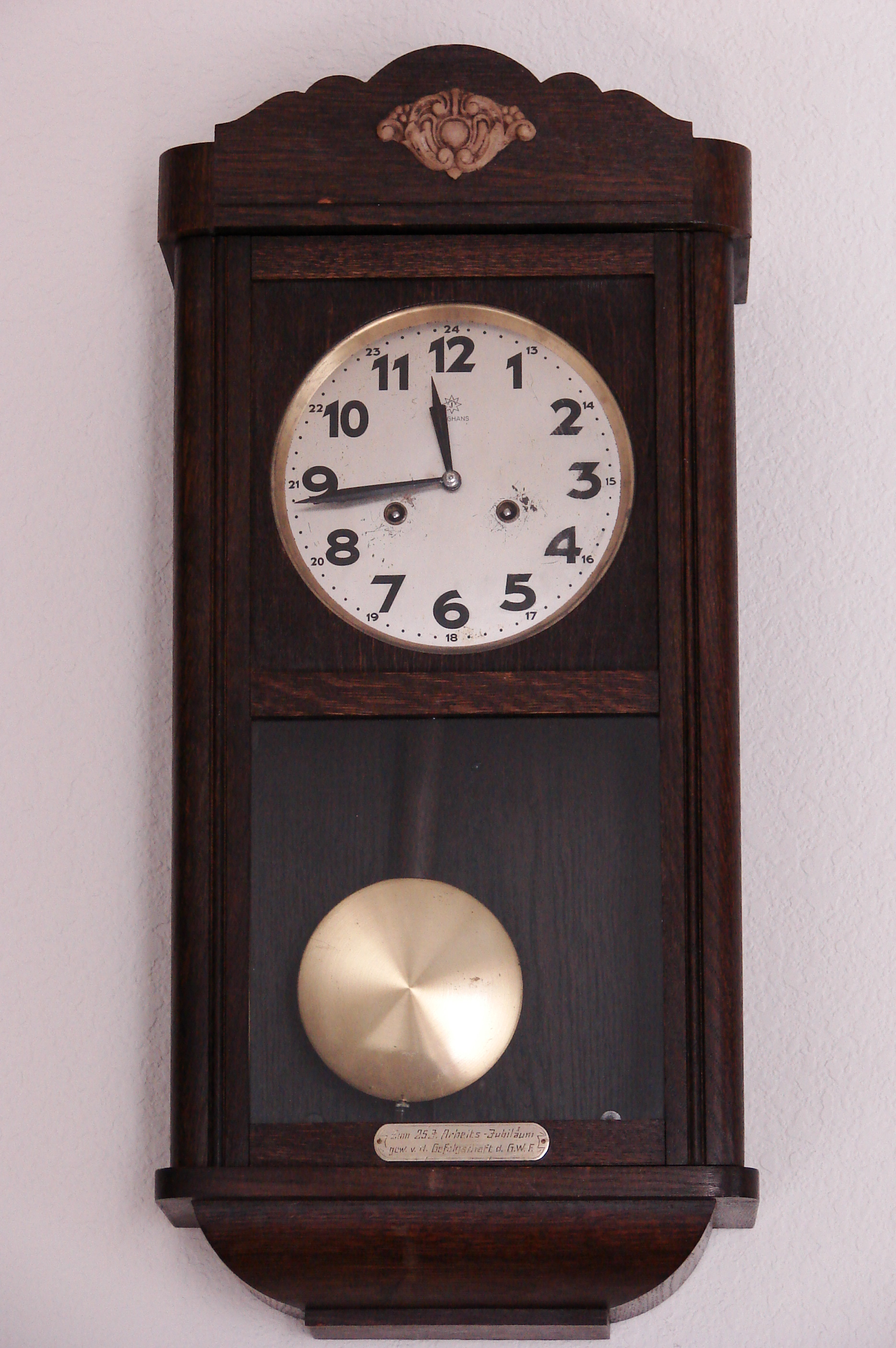
Reloj de péndulo Jung Hans

El sistema indicador es casi siempre la tradicional "esfera del reloj" con manecillas de hora y minuto en movimiento. Muchos relojes tienen una pequeña tercera manecilla indicando los segundos en un dial subsidiario. Los relojes de péndulo se diseñan generalmente para ser puestos en hora mediante la apertura de una cubierta de vidrio que protege la esfera, y empujando manualmente la aguja de los minutos alrededor de su eje hasta señalar la hora correcta. El minutero está montado sobre un manguito deslizante de fricción que permite que sea girado sobre su eje. La aguja de las horas no se libera del tren de engranajes. Desde el eje del minutero, está dispuesto un pequeño conjunto de engranajes, que mueven sincronizadamente la aguja de las horas cuando se gira la aguja de los minutos de forma manual.

## Estilos
Los relojes de péndulo son algo más que simples instrumentos utilitarios para medir el tiempo; eran símbolos de clase social que expresaban la riqueza y la cultura de sus dueños. Evolucionaron en varios estilos tradicionales, específicos de cada país y época, y en función del uso que se les iba a dar. Su aspecto exterior en ocasiones refleja el estilo de muebles populares durante el período correspondiente. Los expertos a menudo pueden identificar la fecha de construcción de un reloj antiguo analizando sutiles detalles en cajas y esferas. Estos son algunos de los diferentes tipos de relojes de péndulo:
- Reloj Act of Parliament
- Reloj Banjo
- Reloj Bracket
- Reloj Cartel
- Reloj Comtoise o Morbier
- Reloj de cuco
- Reloj longcase (comúnmente conocido como un reloj de pie)
- Reloj linterna
- Reloj Mantel
- Reloj maestro
- Reloj Ogee
- Reloj regulador de escuela
- Reloj Shortt-Synchronome
- Reloj de péndulo de torsión (utiliza un péndulo de torsión)
- Reloj Torreta
- Reloj Regulador de Viena
- Reloj Zaandam